# Luisa Spagnoli
Luisa Spagnoli, née Luisa Sargentini le 30 octobre 1877 à Pérouse (Italie) et morte le 21 septembre 1935 à Saint-Maur-des-Fossés (France), est une entrepreneuse italienne. Elle est connue pour être à l'origine de la création du Bacio Perugina, et pour la chaîne de magasins de prêt-à-porter qui porte son nom.

## Biographie
Luisa Sargentini est la fille de Pasquale Sargentini, poissonnier, et Maria Conti, femme au foyer. À 21 ans, elle épouse Annibale Spagnoli. Ensemble, ils reprennent une épicerie qui était aussi une pâtisserie, et peu de temps après, commencent à produire des dragées et des friandises au chocolat.

### Luisa et la Perugina
En 1907, le couple s'associe avec Francesco Buitoni, fabricant de pâtes, et Leone Ascoli et ensemble, ils fondent une petite société, la Perugina, qui compte 15 salariés et dont le siège est situé dans le centre historique de Pérouse.
Lors de la Première Guerre mondiale, Luisa Spagnoli continue à diriger la petite société, déplacée à Fontivegge à la périphérie de la ville, aidée par deux de ses trois fils, Mario et Aldo. À la fin du conflit, la Perugina compte plus de 100 salariés.
En 1923, à la suite de dissensions, Annibale Spagnoli se retire de la société et Luisa se rapproche de Giovanni Buitoni (it), fils de son associé Francesco Buitoni. Luisa et Giovanni, de quatorze ans plus jeune, deviennent un couple. Luisa Spagnoli, désormais au conseil d'administration de la Perugina, s'emploie à la construction de structures sociales afin d'améliorer les conditions de ses salariés, par exemple la création d'une crèche et d'une salle d'allaitement dans l'usine de Fontivegge, et elle invente le petit chocolat connu sous le nom de Bacio Perugina.

### L'AngoraLuisa Spagnoli
À la fin de la Première Guerre mondiale, Spagnoli se consacre à une nouvelle activité à partir de l'essor de l'élevage du lapin angora. Les lapins sont peignés afin de recueillir la fibre de laine provenant du poil de lapin pour fabriquer la fibre textile angora. Ainsi naît dans le quartier Santa Lucia l'« angora Spagnoli ». À la foire de Milan, ses produits sont reconnus « excellents », et l'activité prend de l'ampleur. Ce sont plus de 8 000 éleveurs qui envoient à Pérouse, par colis postal, la laine recueillie sur plus de 200 000 lapins.

### Expansion de la marque Luisa Spagnoli
Après la mort de Luisa Spagnoli, l'entreprise artisanale passe à l'échelle industrielle sous la direction de son fils Mario. En 1947, il fait construire La città dell'angora, sorte de communauté ouvrière auto-suffisante. La marque Luisa Spagnoli diversifie ses produits et ses collections, établit un réseau de magasins et se lance dans la vente en ligne. La chaîne de prêt à porter a son siège à Pérouse.
Luisa Spagnoli ne pourra constater le véritable essor de la nouvelle activité car souffrant d'une tumeur cancéreuse à la gorge, elle se rend à Paris afin de se soigner. Elle meurt à Saint-Maur-des-Fossés le 21 septembre 1935 à l'âge de 57 ans. 
Luisa Spagnoli est enterrée dans la crypte familiale au cimetière monumental de Pérouse.

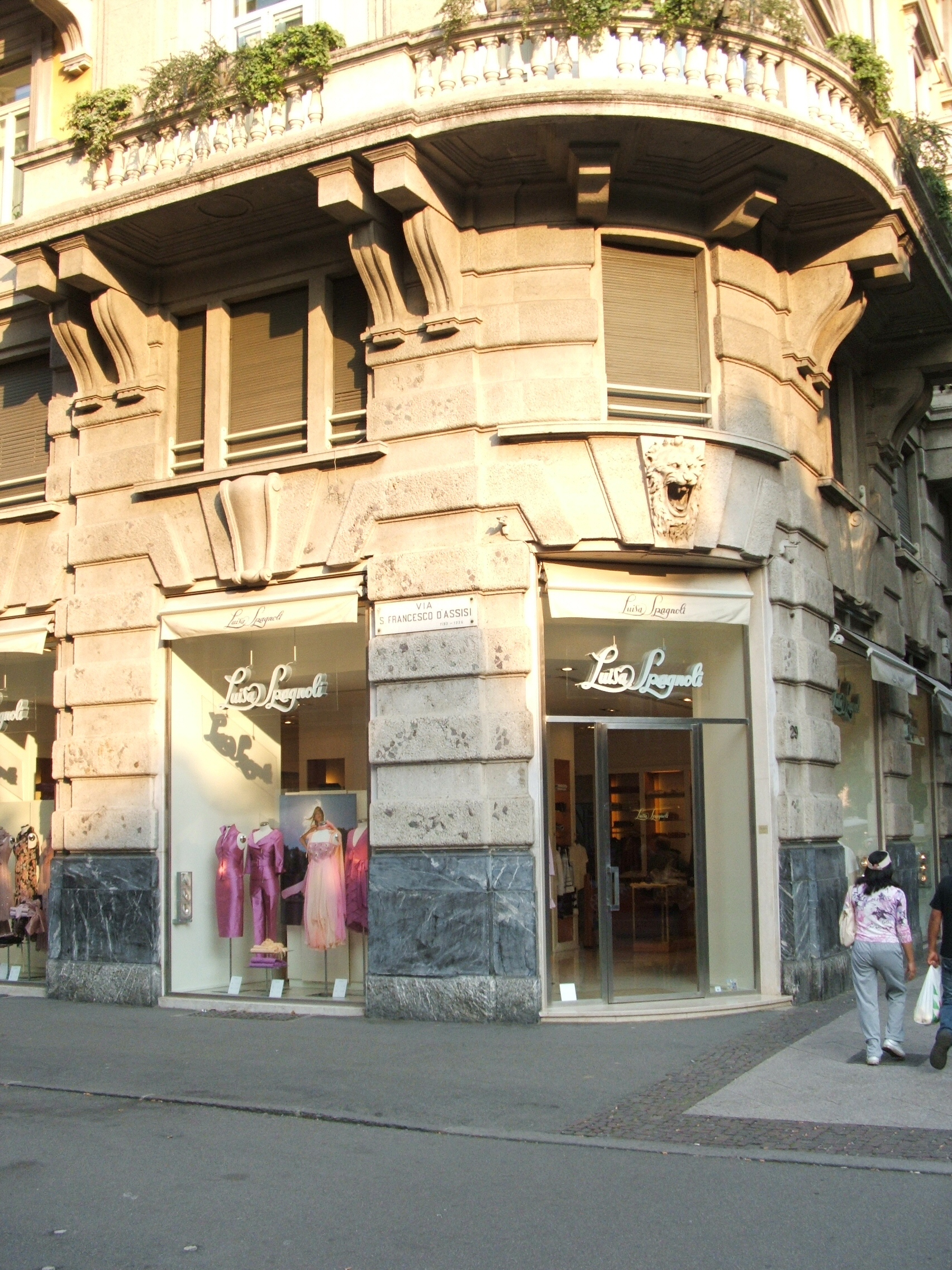
Enseigne « Luisa Spagnoli » à Bergame.
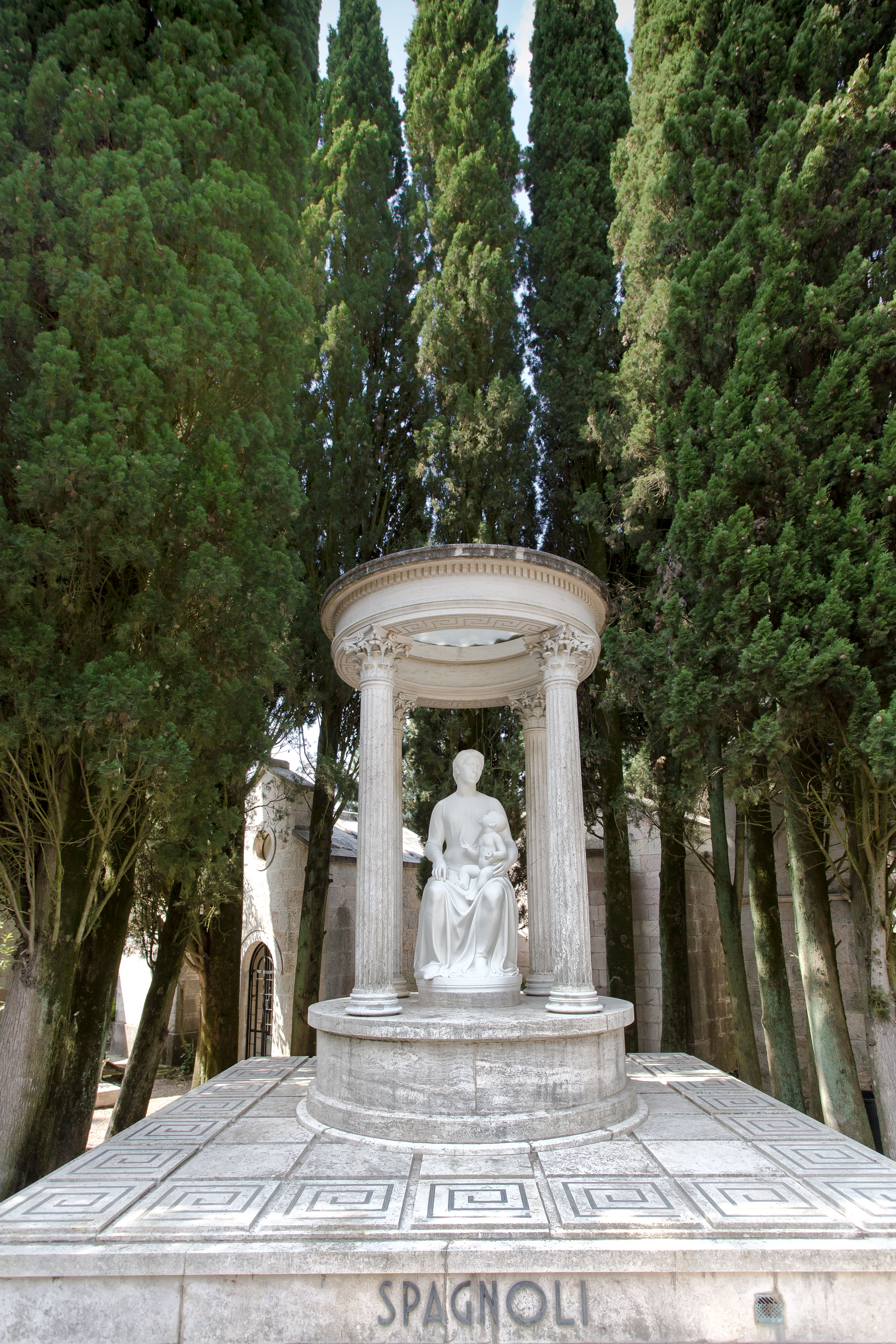
Monument funéraire de la famille Spagnoli au cimetière monumental de Pérouse.

## Postérité
- Luisa Spagnoli: mini-série de Rai 1 diffusée 1 et 2 février 2016, réalisée par Lodovico Gasparini (it) avec Luisa Ranieri dans le rôle de Luisa Spagnoli.

## Source de traduction
- (it) Cet article est partiellement ou en totalité issu de l’article de Wikipédia en italien intitulé « Luisa Spagnoli » (voir la liste des auteurs).